# Universitat d'Islàndia
La Universitat d'Islàndia és una universitat pública de recerca a Reykjavík, i la institució d'educació superior més antiga i més gran d'Islàndia. Fundada el 1911, ha anat creixent de manera constant des d'una petita escola de funcionaris fins a una moderna universitat integral, proporcionant formació a uns 14.000 estudiants en vint-i-cinc facultats. La docència i la investigació es duu a terme en ciències socials, humanitats, dret, medicina, ciències naturals, enginyeria i formació del professorat. Disposa d'un campus al voltant del carrer Suðurgata al centre de Reykjavík, amb instal·lacions addicionals situades a zones properes i als afores de la ciutat.

## Història
La Universitat d'Islàndia va ser fundada pe l'Alþingi el 17 de juny de 1911, unint tres antigues institucions postsecundàries: Prestaskólinn, Læknaskólinn i Lagaskólinn, que ensenyaven teologia, medicina i dret, respectivament. La universitat tenia originàriament només facultats per a aquests tres àmbits, a més d'una facultat d'humanitats. Durant el seu primer any de funcionament es van matricular 45 alumnes. El primer rector de la universitat va ser Björn M. Ólsen, professor de la Facultat d'Humanitats.
La universitat va tenir un paper important en la construcció de l'estat nació islandès i va ser percebuda per la ciutadania com un important pas cap a la independència completa. Les demandes d'una universitat nacional islandesa es remunten fins a la primera sessió de l'assemblea electa d'Althingi el 1845. Els líders nacionalistes islandesos van demanar a Dinamarca la creació d'una «escola nacional» per aconseguir el progrés cultural i material, però també per assegurar-se que l'educació que obtenien els islandesos tingués un caràcter propi.

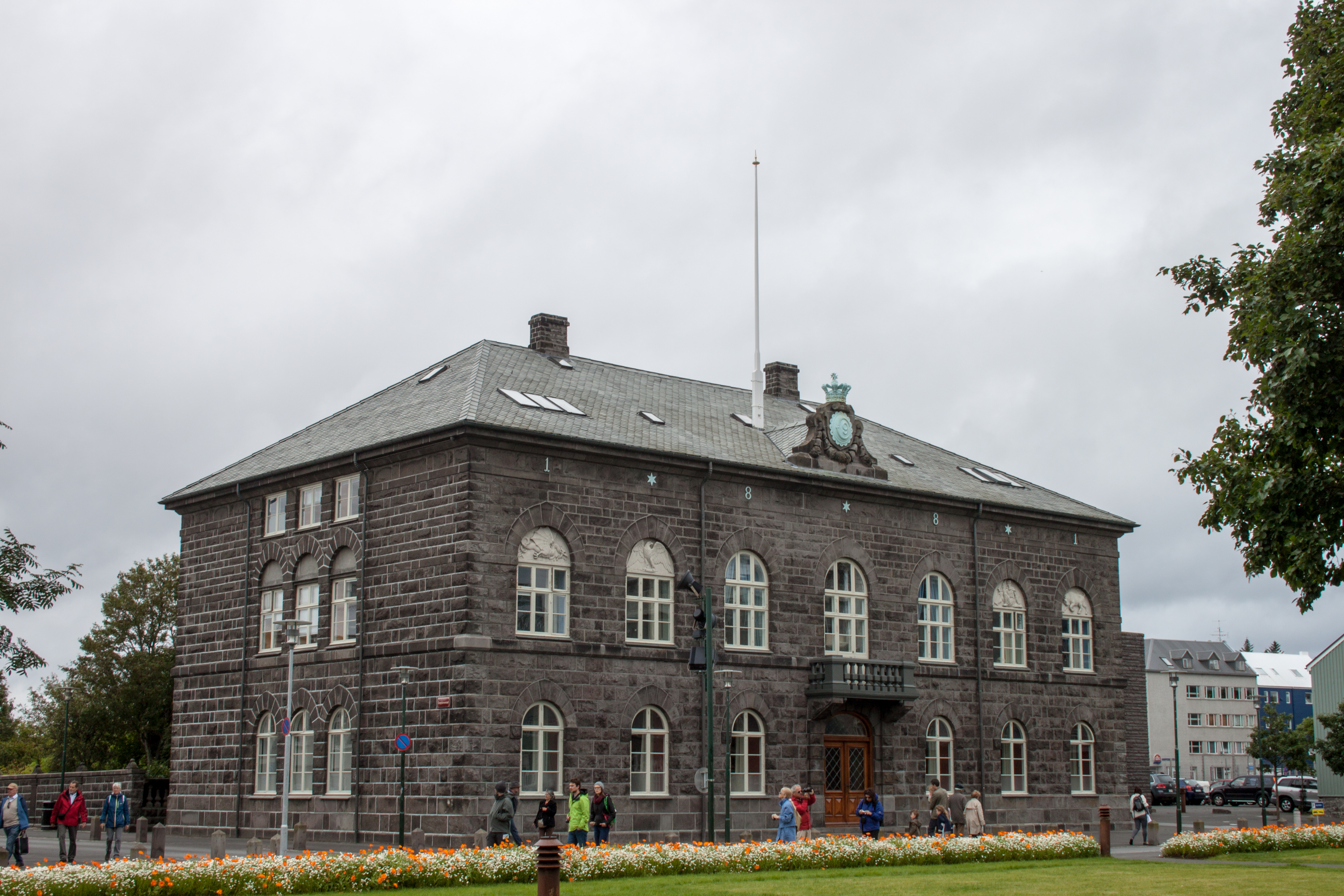
L'Alþingishúsið a Reykjavík

Durant els seus primers 29 anys, la universitat es va allotjar a l'edifici del Parlament islandès, l'Alþingishúsið, al centre de Reykjavík. El 1933, la universitat va rebre una llicència especial de l'Alþingi per a emetre un premi de loteria en efectiu anomenat Happdrætti Háskólans. La loteria universitària, que va començar el 1934, segueix essent una font important de finançament per a la construcció de nous edificis universitaris. El 1940 la universitat es va traslladar a l'edifici principal, dissenyat per l'arquitecte Guðjón Samúelsson, el qual forma el nucli del campus universitari de Suðurgata, on avui es troben la majoria dels edificis principals de la universitat.

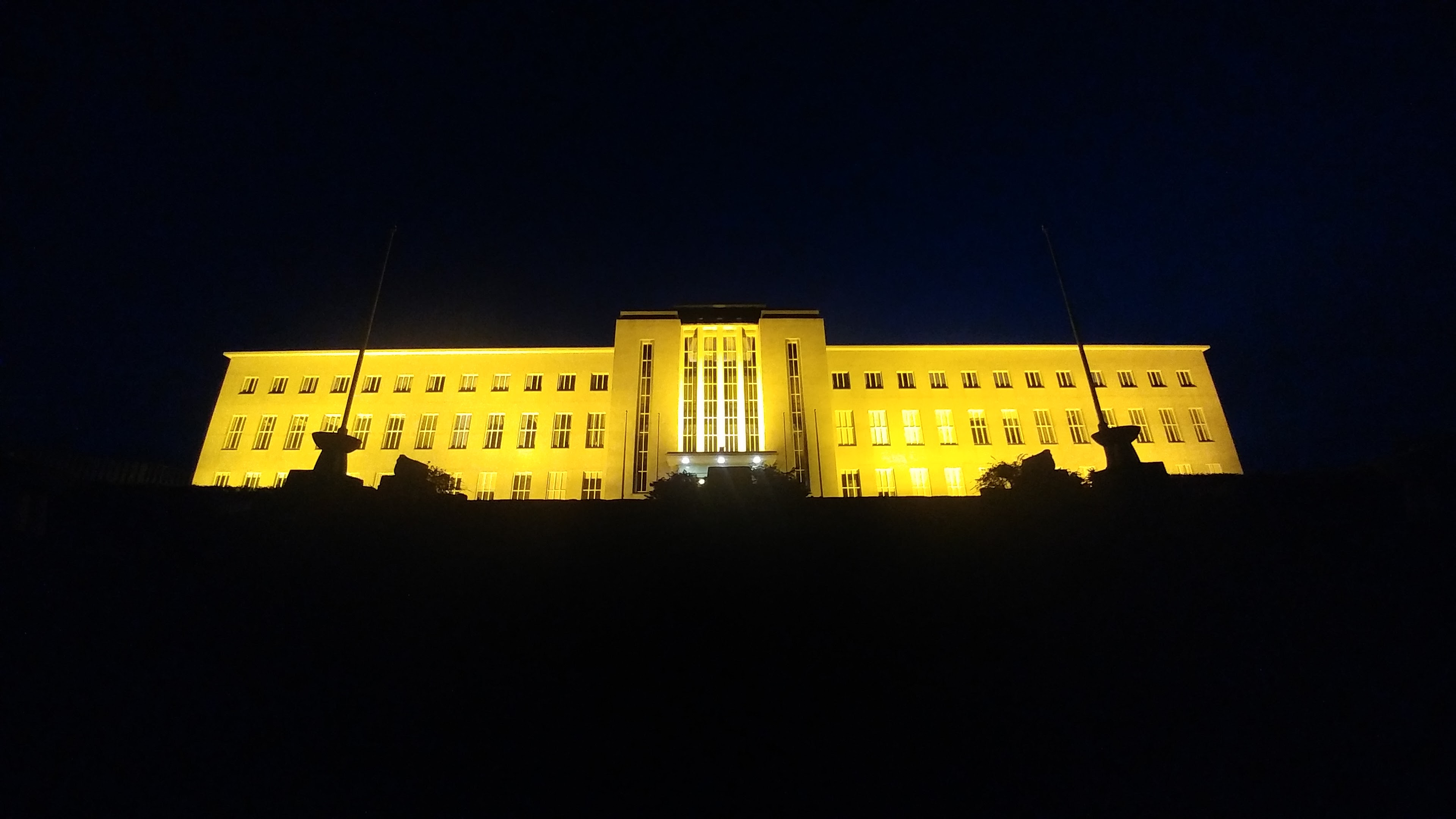
L'edifici principal una nit d'estiu

El 1994, la biblioteca universitària (fundada formalment el 1940) es va fusionar amb la biblioteca nacional d'Islàndia, Landsbókasafn Íslands, per a formar una gran biblioteca acadèmica, la Biblioteca Nacional i Universitària d'Islàndia. L'edifici principal de la biblioteca, Þjóðarbókhlaðan, està situat al costat del campus principal.
A més de les principals facultats, hi ha nombrosos instituts de recerca adscrits a la universitat. Amb més de 700 professors titulars, més de 2.000 professors no permanents i uns 300 investigadors i administradors, la Universitat d'Islàndia és el lloc de treball individual més gran d'Islàndia.
Alguns dels recursos disponibles a la universitat són exclusivament islandesos, com ara els manuscrits conservats a l'Institut Árni Magnússon per als estudis islandesos, registres censals islandesos de 1703, dades genealògiques excepcionalment completes i registres climatològics, glaciològics, sísmics i geotèrmics.
La Universitat d'Islàndia és una universitat pública finançada pel govern i, com a tal, no cobra matrícula (tot i que s'ha de pagar una matrícula de 75.000 corones). Pel que fa a les despeses de manutenció, la majoria dels estudiants universitaris treballen a temps parcial per a finançar els seus estudis o reben préstecs estudiantils a tipus d'interès favorables del Fons de préstecs per a estudiants d'Islàndia. El Ministeri d'Educació, Ciència i Cultura d'Islàndia ofereix anualment premis a estudiants estrangers per l'estudi de la llengua, la història i la literatura islandeses a la Universitat d'Islàndia. Els premis són vàlids durant un curs acadèmic i tenen com a objectiu cobrir l'alimentació i l'allotjament. Les beques solen estar restringides a estudiants de països seleccionats cada any.